# Ochlandra keralensis
Ochlandra keralensis là một loài thực vật có hoa trong họ Hòa thảo. Loài này được M.Kumar, Remesh & Sequiera mô tả khoa học đầu tiên năm 2001.